# Marina Mohnen

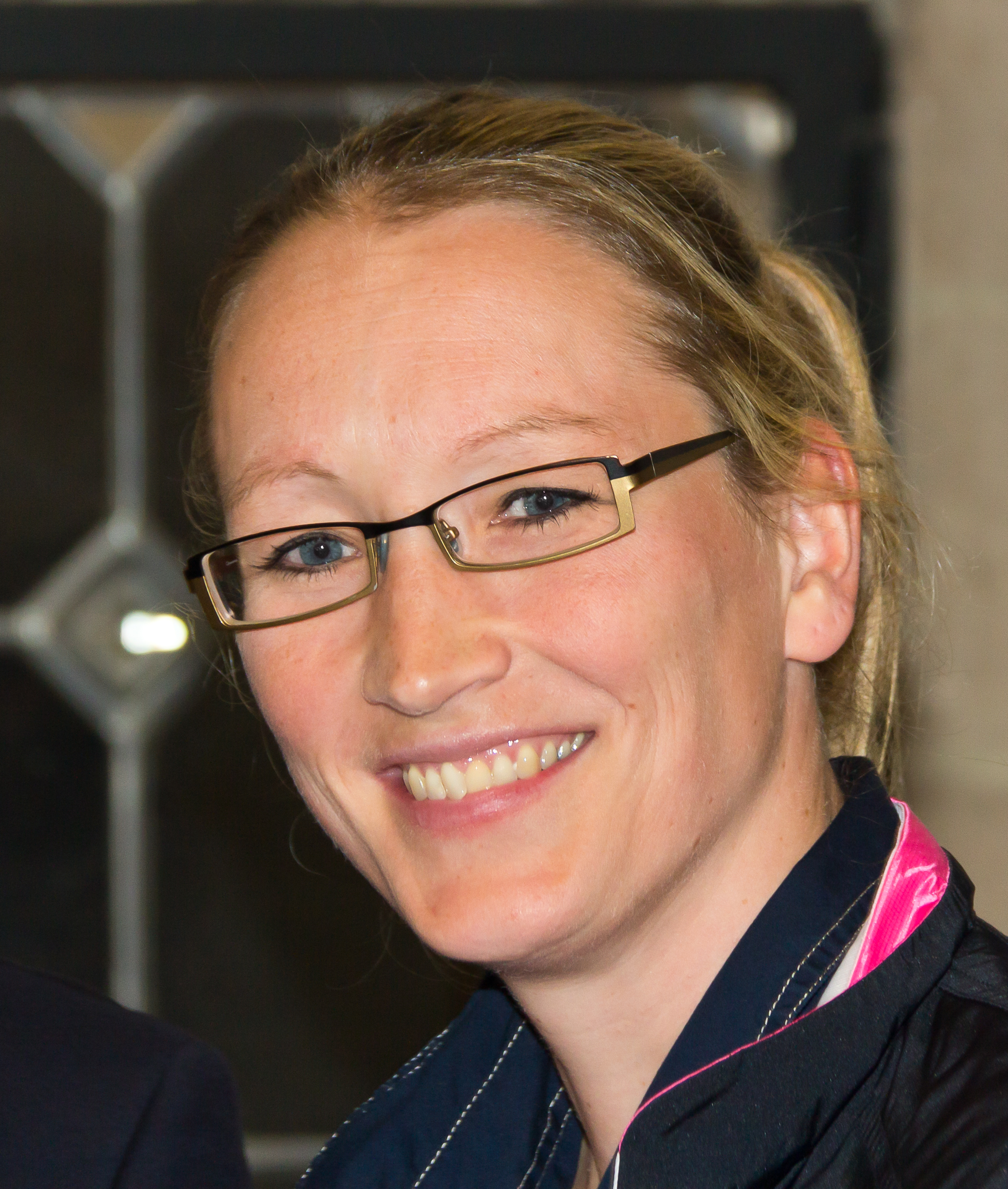
Marina Mohnen, 2012

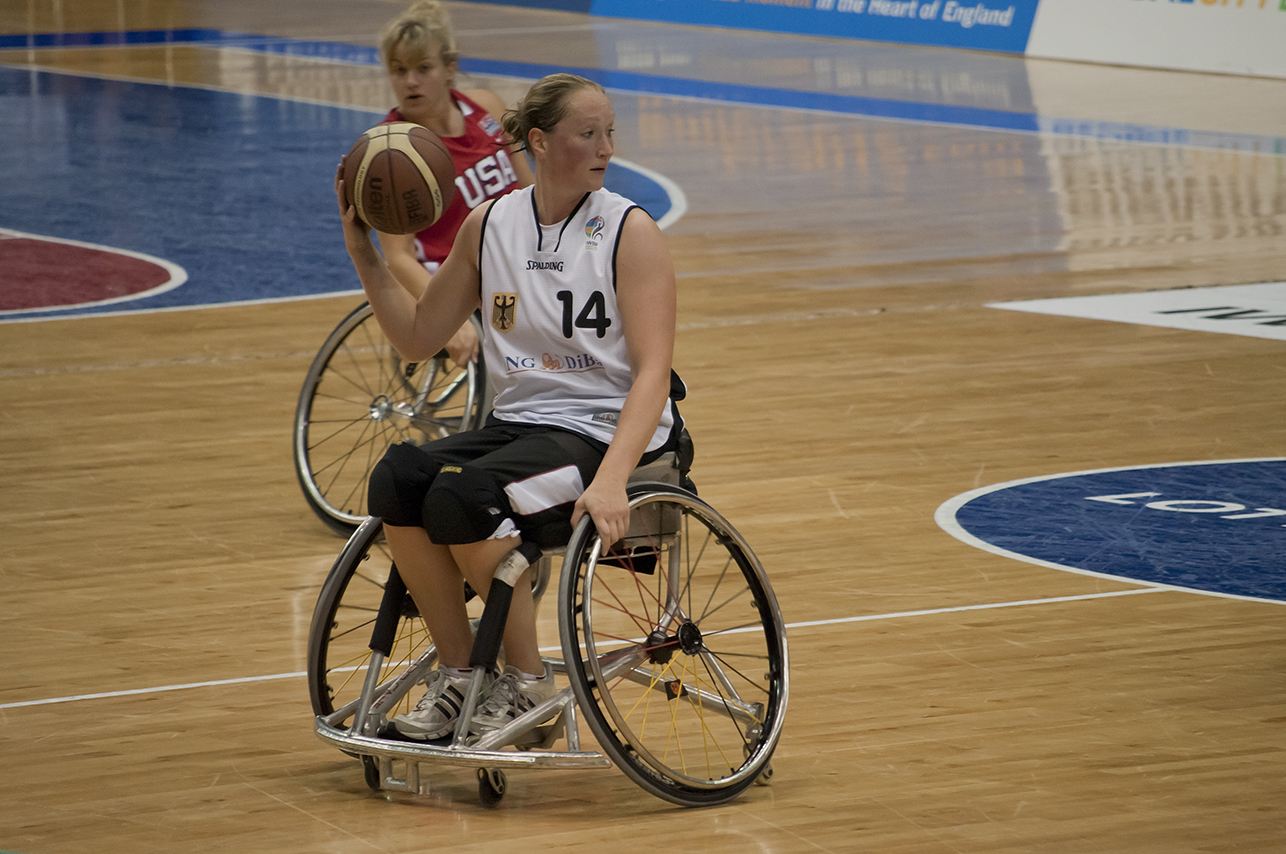
Marina Mohnen, 2010

Marina Mohnen (* 31. Oktober 1978) ist eine ehemalige deutsche Rollstuhl-Basketballspielerin und Trainerin.

## Sportliche Laufbahn
Mohnen spielt seit dem elften Lebensjahr Basketball und wechselte nach einer schweren Knieverletzung 2000 zum Rollstuhl-Basketball, wo sie mit einer sog. Minimalbehinderung eingestuft ist.
Bis zur Saison 2014/15 spielte sie für den RBC Köln 99ers in der Rollstuhlbasketball-Bundesliga. Von 2009 bis 2011 spielte sie als Profisportlerin bei den italienischen Erstligisten Santo Stefano Sport und B.A.D.S. Quartu Sant’Elena. Danach wechselte sie aus beruflichen Gründen zu den Mainhatten Skywheelers nach Frankfurt, ab der Saison 2017/18 spielte sie bei den Rhine River Rhinos Wiesbaden. Von 2019 bis 2022 ging sie erneut für den RBC Köln 99ers an den Start, bevor sie 2022 ihre sportliche Karriere beendete.
Für die Damen-Nationalmannschaft im Rollstuhlbasketball hat sie bis 2018 insgesamt 347 Spiele bestritten.
Ab 2019 fungiert Marina Mohnen als Co-Trainerin der deutschen U25-Juniorinnen-Rollstuhlbasketball-Nationalmannschaft. Beim TV Bitburg ist sie seit 2022 zusätzlich Trainerin im Basketball-Jugendbereich.

## Sonstiges Engagement
Des Weiteren ist Mohnen beim THW-Ortsverband Bitburg sowie in der Kommunalpolitik für die FBL Bitburg aktiv.

## Erfolge und Auszeichnungen
- Topscorerin bei der Rollstuhlbasketball-Europameisterschaft 2007 und 2009
- Europameisterin 2005, 2007, 2009, 2011 und 2015 sowie Vize-Europameisterin 2013
- Vize-Weltmeisterin 2010 und 2014, WM-Dritte 2006 und 2018
- Teilnehmerin an den Paralympics 2008, 2012 und 2016
- Goldmedaille bei den Paralympics 2012
- Silbermedaille bei den Paralympics 2008 und 2016
- Kölns Sportlerin des Jahres 2008
- Silbernes Lorbeerblatt[5] 2008, 2012 und 2016